# نايجل هادلستون
نايجل هادلستون هو سياسي بريطاني، ولد في 13 أكتوبر 1970 في لينكن في المملكة المتحدة. نشط حزبياً في حزب المحافظين. في الانتخابات العامة في المملكة المتحدة 2019، انتخب عضو البرلمان الثامن والخمسين للمملكة المتحدة ‏ عن دائرة وسط وسترشير وقد انضم خلال فترته النيابية ‏ (12 ديسمبر 2019 – ) للكتلة البرلمانية حزب المحافظين وفي الانتخابات العامة في المملكة المتحدة 2015، انتخب عضو البرلمان السادس والخمسين للمملكة المتحدة ‏ عن دائرة وسط وسترشير وقد انضم خلال فترته النيابية ‏ (7 مايو 2015 – 3 مايو 2017) للكتلة البرلمانية حزب المحافظين وفي الانتخابات العامة في المملكة المتحدة 2017، انتخب عضو البرلمان السابع والخمسين للمملكة المتحدة ‏ عن دائرة وسط وسترشير وقد انضم خلال فترته النيابية ‏ (8 يونيو 2017 – 6 نوفمبر 2019) للكتلة البرلمانية حزب المحافظين.